# پلی(ان-ایزوپروپیل‌اکریل‌آمید)
پلی(اِن-ایزوپروپیل‌اکریل‌آمید) (به اختصار PNIPAm, PNIPAA, NIPA, PNIPAm یا PNIPA) از جمله پلیمرهای واکنش دهنده به دما یا پلیمرهای حرارتی است که برای اولین بار در دههٔ شصت میلادی ساخته شد و از آن زمان تا کنون از پلیمریزاسیون مونومر اِن ایزو پروپیل اکریل آمید به روش رادیکال آزاد تولید می‌شود.
PNIPA از دستهٔ پلیمرهای واکنش دهنده به دما است که دارای دمای انحلال پذیری بحرانی پایین (LCST) می‌باشد. این دما در منابع مختلف بین ۳۱ تا ۳۴ درجهٔ سانتی گراد ذکر شده‌است اما با روش‌هایی از جمله کوپُلیمریزاسیون می‌تواند تا نزدیکی دمای بدن نیز افزایش یابد که همین امر کاربردهای فراوان این ماده را در مهندسی بافت، دارورسانی و سوییچ‌های حرارتی به کار رفته در داخل بدن توجیه می‌کند.

## تاریخچه
تاریخچهٔ ساخت پلی (اِن ایزو پروپیل اکریل آمید) با سنتز کردن مونومر اکریل آمید در سال ۱۹۵۶ آغاز می‌شود. در سال ۱۹۵۷ نخستین کاربرد برای پلیمری که بعدها به نام PNIPA شناخته شد در دفع جوندگان معرفی گردید. پس از آن نخستین باری که رفتار منحصر به فرد دمایی PNIPA در محلول‌های آبی گزارش شد سال ۱۹۶۸ بود. در سال ۱۹۸۰ پس از کشف کاربردهای بالقوّهٔ PNIPA در محلول‌های آبی، رشد سریعی در تمایل به این پلیمر ایجاد شد.

## آرایش فضایی و تاثیر آن در آب‌دوستی پلیمر
رفتار دمایی شگفت‌انگیز و وجود نقطه‌ی LCST در PNIPAM به دلیل وجود گروه‌های عاملی آمید که توانایی تشکیل پیوند هیدروژنی با آب را داراست و همچنین گروه عاملی آب‌گریز ایزوپروپیل می‌باشد. در حقیقت چه در دماهای پایین‌تر از LCST و چه در بالاتر از آن گروه‌های آمید و ایزوپروپیل به ترتیب آب‌دوستی و آب‌گریزی خود را حفظ کرده و رفتار پلیمر در مجاورت آب در این دو محدوده دمایی ناشی از در معرض پیوند قرار گرفتن یا نگرفتن این گروه‌ها بوده و بحث تغییر تعداد گروه‌های عاملی مطرح نیست. در دما‌های پایین‌تر از LCST، گروه عاملی آمید در pnipam شانس بیشتری برای تشکیل پیوند هیدروژنی با آب داشته و به همین علت، پلیمر و آب تشکیل یک سیستم تک فاز را داده که می‌توان نام آبژل بر آن نهاد؛ پس از گذر از این نقطه امّا تغییرات ناگهانی در تعداد پیوندهای هیدروژنی به وجود آمده که باعث متلاشی شدن آبژل و تشکیل فازهای پلیمر و آب به صورت جداگانه می‌شود. از جمله مواردی که بیشترین تاثیر را در احتمال برقراری پیوند هیدروژنی بین pnipam و آب در دماهای کمتر از LCST دارد، آرایش فضایی اتم‌های پلیمر می‌باشد. اتم‌های یک زنجیره‌ی pnipam می‌توانند به دو صورت تک‌آرایش، چندآرایش و یا ترکیبی از واحدهایی با این دو آرایش در فضا قرارگیرند. نتایج مرجع  نشان می‌دهد هرچه درصد واحدهای تک‌آرایش در زنجیره بیشتر باشد، آب‌گریزی پلیمر pnipam بیشتر خواهد بود.
[1] Tacticity
[2] Isotactic
[3] Syndiotactic

## خواص مکانیکی و راه‌های بهبود آن
چگالی آبژل‌های پلی (اِن ایزو پروپیل اکریل آمید) اغلب به دلیل نسبت تورم بالا بسیار پایین بوده و به همین علت خواص مکانیکی آن اغلب ضعیف‌تر از نیاز می‌باشد. از آنجایی که بسیاری از کاربردهای پلی (اِن ایزو پروپیل اکریل آمید) در محیط‌های آبی می‌باشد، امروزه از روش‌های گوناگونی جهت بهبود خواص PNIPA استفاده می‌شود که در زیر به برخی از آن‌ها اشاره می‌شود:

### پرکردن پلیمر به وسیلهٔ ذرات نانومتری تقویت‌کننده
یکی از روش‌های مرسوم جهت بهبود خواص PNIPA پرکردن آن به وسیلهٔ تقویت‌کننده‌های نانومتری می‌باشد. به عنوان مثال در خواص آبژل نانوکامپوزیت با افزودن ذرات خاک رس بهبود یافته و به وسیلهٔ تغییر نسبت حجمی این ذرات کنترل شده‌است.

### کوپلیمریزاسیون
کوپلیمریزاسیون یکی از روش‌های بهبود عملکرد آبژل پلی (اِن ایزو پروپیل اکریل آمید) در طیف گسترده‌ای می‌باشد. این طیف می‌تواند شامل زیست‌سازگاری، آزادسازی کنترل‌شدهٔ محلول در نتیجهٔ گذر از LCST, پلیمرهای حساس به تغییرات پی‌اچ و موارد این چنینی باشد.

### استفاده ازشبکه پلیمری در هم تنیده(IPN)
از جمله مزّیت‌های استفاده از این روش در مقایسه با روش‌های دیگر نظیر افزایش چگالیِ پیوندهای عرضی، کوپلیمریزاسیون و استفاده از الیاف تقویت‌کننده در بهبود خواص مکانیکی PNIPA می‌توان به عدم اختلال در خواص برجستهٔ فیزیکی - ساختاری پلیمر همچون آب‌دوستی، شفافیت و نفوذپذیری می‌باشد. در مقالات از مواد مختلفی از جمله اکریلیک اسید و پلی ونیل الکل در کنار PNIPA برای تهیهٔ شبکهٔ در هم تنیده استفاده شده‌است.

## کاربردهای زیستی
یکی از کاربردهای پلی (اِن ایزو پروپیل اکریل آمید) به عنوان واحد حساس به دما در پوست مصنوعی چندلایه است که در موارد سوختگی‌های حاد خارجی از آن استفاده می‌شود. زمانی که پوست در شرایط التهاب و عفونت قرار گرفته‌است دمای آن بالا رفته و پلی (اِن ایزو پروپیل اکریل آمید) دو لایهٔ دیگر را که هر کدام در یک طرف خود قرار دارند در کنار هم نگه می‌دارد؛ اما پس از ترمیم پوست و طبیعی شدن دمای آن، خاصیت چسبندگی PNIPA نیز از بین رفته و به این وسیله پوست مصنوعی به راحتی از بدن جدا می‌شود.
پلی (اِن ایزو پروپیل اکریل آمید) همچنین کاربردهای فراوانی در دارورسانی دارد. پایین‌تر از دمای انحلال پذیری بحرانی پایین، پلیمر در آب حل شدنی بوده و آبژلی دارای اتصالات عرضی را تشکیل می‌دهد که قابلیت تورم با نسبت بالا و در نتیجه جذب مقدار بسیار زیادی دارو به صورت محلول را دارد در حالی که بالاتر از این دما آبژل پلیمری دچار فروپاشی شده و دارو را در داخل بدن آزاد می‌کند.
کاربرد دیگر پلی (اِن ایزو پروپیل اکریل آمید) به عنوان سنسور و عملگر در داخل بدن می‌باشد. در حالی که بزرگترین چالش دستگاه‌های فعلی که به عنوان سنسور و عملگر در داخل بدن به کار گرفته می‌شوند زیست سازگاری است، PNIPA می‌تواند بدون نگرانی از سمیت سلولی در بدن کار کند، تغییرات دما در بازهٔ خاصی داخل بدن را به کمک تغییر شکل (فروپاشی آبژل در اثر عبور از نقطهٔ LCST) دریافت کرده و بدین ترتیب با توجه به شرایط طراحی اتصال بین دو نقطه از بدن را قطع یا وصل کند.